# 战争中的药物使用
在战争中使用的精神药物基本能分成两类，一类用于放松，一类用于刺激。在历史上，军队一般都会批准并鼓励军人使用精神药物。在两次世界大战中，可卡因和可卡因等兴奋剂都曾被广泛使用，以提升士兵的警觉性，并抑制其食欲。用药会对战斗准备状态造成负面影响，削弱部队的表现。用药也会增加军队医疗系统的开销。

## 药物

### 酒精
酒精的军事用途历史悠久，曾因能帮官兵们准备战斗而被称作“液态勇气”（liquid courage）。酒精曾被用来麻醉伤兵，庆祝军事胜利，缓解战败带来的负面情绪。曾有人认为酒精是俄罗斯帝国在日俄战争中最终战败的部分原因。据说俄军的指挥官、水兵以及士兵们都是喝醉的时候比清醒的时候多。很多国家都会允许部队饮酒。英国皇家海军和其他英联邦国家的海军一直保有针对水兵的朗姆酒配给制度，英国直到1970年才正式廢除该制度。加拿大和新西兰的皇家海军也分别在1972年和1990年跟随英国廢除朗姆酒配給制度。1794-1862年间，美國海軍也曾实行过类似的烈酒、蒸馏酒配给制度，1862年，美海军部长吉迪恩·韦尔斯宣佈廢除该制度，他还将美海军舰船上的大部分非医用酒精都撤下了，最终在1914年，美海军终于禁止了一切在船上喝酒的行为。
1862年，驻印英军意识到了酗酒问题的危险性，于是成立了“士兵完全戒酒协会”（Soldiers' Total Abstinence Association），该组织在1888年改組為陆军戒酒协会（Army Temperance Association）。驻扎在其他殖民地的英军部队中，也出现了类似的组织。这些禁酒协会成员们一般都得签署保证书，发誓滴酒不沾。一直保持禁酒的成员还会被授予奖章。研究显示，曾参加海湾战争的澳大利亚国防军人员在退役后普遍存在酒精滥用问题；英国军队中那些曾在伊拉克和阿富汗参战的官兵出现酗酒问题的比率要比没有被部署到战区的军人要高。

### 安非他命
给部队分发苯丙胺的用途是提高軍人的警觉性。另外该物质还有降低食欲以及缓解疲劳等附加好处。第二次世界大战期间，纳粹德国尤为青睐苯丙胺。从1940年4月到7月，西线上的德军官兵共领到了逾3500万片甲基苯丙胺药片。在法國戰役期间，服用了药片的德军部队最长能三天三夜不睡觉。而英国在整场战争期间也只分发了7200万苯丙胺药片。

### 咖啡因
美国内战期间，每名联邦军军人每年都能领到16公斤咖啡。即溶咖啡在第一次世界大战期间突然流行起来：到战争结束时，即溶咖啡的日均产量已达到19300公斤，这是战前产量的300倍。

### 大麻
1910年代，驻扎在巴拿馬運河區的美国陆军士兵们开始服用大麻，不過在軍事基地服用精神药物不合规定。1933年，美国陆军医疗兵团为巴拿马运河部队整理出了题為巴拿马的大麻使用问题的报告，該組織建议不要再继续限制官兵服用大麻。1948至1975年间，美國陸軍化學兵部隊曾在一些士兵身上注射了大麻素。越南战争期间，美军士兵曾频繁使用大麻。美国国防部曾于1971年在一份报告中称美国军队中有超过一半的人员都使用过大麻。自1968年起，美军中的这一状况在国内引发了政治丑闻，迫使尼克松当局加强了对军队使用精神药物的限制，这也是美国毒品戰爭的一部分，在金流行动中，美军要求所有归国士兵进行尿检。
2018年，加拿大通过大麻法案，消遣用大麻得到合法化，绝大部分现役加拿大武裝部隊人员都可服用大麻，但要服从规定，例如执勤前8小时内不得使用大麻，操作实弹武器前24小时不得使用大麻，进入飞机或潜艇前28天不得使用大麻。

### 可卡因
第一次世界大战期间，各国军队都使用了大量可卡因。该药物既可以用于医疗，又可以提升表现。当时，可卡因还不是管制药物，军队可以自由使用。英国陆军分发给士兵的含可卡因药片以药片品牌的名字“强行军”（Forced March）命名（由葛蘭素史克公司制造），据當時的宣传顯示，该药能抑制食欲，提升忍耐力。不過後來公众並不認可可卡因，這甚至引發了道德恐慌。对此英国陆军委员会于1916年通过了一道命令，宣佈未经授权，禁止向军人出售可卡因、鸦片等精神类药物。
另一方面，納粹德國陸軍也曾在二战末期制造过一种名为D-IX的化合物，它由5毫克可卡因、3毫克甲基苯丙胺以及5毫克羟考酮混合而成；据称萨克森豪森集中营囚犯曾接受过D-IX的活体实验，结果显示，服用了该化合物的人可以在一天内不停歇地背负20公斤装备行军90公里。监督实验的医生和軍官都对实验结果兴趣浓厚，但没等该化合物投入大批量生产并分发，战争就已经结束了。

### 致幻剂
16世纪的西班牙方济各会学者贝尔纳迪诺·德萨阿贡曾写道，新西班牙總督轄區的奇奇梅克人会在作战前吃烏羽玉的根，其中所含的物质能起到兴奋剂的作用。José Ortego在著作《纳里亚特的历史》（Historia del Nayarit，1887年）中也曾写道，乌羽玉的根是一种备受欢迎的战斗兴奋剂。据推测講古諾斯語的狂戰士会在战斗开始前服用毒蠅傘，以进入一种类似催眠的状态。Karsten Fatur认为，狂战士们吃的可能不是毒绳伞，而是一种叫天仙子的植物。虽然毒绳伞和天仙子都能让人神智不清，极度兴奋，痉挛抽搐，力量增大，面部发红，但天仙子还能让人失去痛觉。

### 鸦片制剂
南北战争期间，军队外科医生給出的最佳止痛药就是鸦片制剂。鸦片制剂还能用来治疗腹泻、截肢者的肌肉痉挛、坏疽、痢疾、枪伤发炎，还能令焦虑的士兵们镇静下来。联邦军在整场内战期间共征用了530万-1000万鸦片药片，还征用了280万盎司的鸦片制剂配制品（例如鴉片酊）。很多南北战争老兵都有鸦片瘾。鸦片瘾后来被称作“士兵病”（soldier’s disease）或“军队病”（army disease），但南北战争对鸦片瘾流行的确切影响尚不明确。一战后，因为嗎啡是最常用的药品，数十万士兵染上了鸦片瘾。

### 烟草
烟草被视作保持士气高涨的必需品。从17世纪的三十年戰爭时期起，大型军事冲突都会导致烟草用量激增，这主要源于士兵对烟草的需求。一战期间，美陆军将军约翰·潘兴曾写道，“要问需要什么才能打赢这场战争。我的答案是和子弹一样多的烟草。烟草就跟每日口粮配给一样不可或缺；我们必须拿到上千吨烟草，而且不得延误”。美陆军将军乔治·戈塔尔斯也持类似观点，曾表示烟草就跟食物一样重要，美陆军军医总监威廉·戈加斯曾表示，烟草能提高士气，虽对吸烟者的健康有潜在威胁，但利大于弊。由于军队的烟草消耗量巨大，美国政府成了全球最大的香烟买主，他们既要为部队提供香烟，还要在軍事基地打折销售香烟。

## 对健康与社会的影响
酗酒、抽烟，以及使用非法药物是美军中的常见问题。据美国疾病控制与预防中心在2013-2017年间收集的数据，美国军队的酒精消耗量比美国任何其他职业都要高。美军的年均饮酒日数（130天）也比其他职业高，而且他们平均每年的狂饮日数（41天）也高于其他职业。美国最高法院在1988年裁定，美國退伍軍人事務部无需为酗酒的退伍军人支付救济金，因为酗酒是“行为不端”导致的结果。物质滥用会对战斗准备状态造成不良影响，吸烟会损害部队的表现与战备状态。而且，烟草亦价格不菲：2006年，美国军事卫生系统支付的烟草費達564000000美元。
《国防部现役军人健康相关行为调查》（The Department of Defense Survey of Health Related Behaviors among Active Duty Military Personnel）结果显示，现役军人中有47%有過狂饮行為，另有20%在过去的30天里曾酗酒。11%的人表示自己有滥用处方药的经历。最后30%的人有吸烟习惯，10%的人每天都会抽一包或更多香烟。
軍人結束部署後會接受筛查，筛查他们有无酒精、药物以及精神健康问题。几周后，他们还需再次接受筛查，以确保情况稳定。若两次筛查结果均无问题，軍人便无需接受延长治疗。因此，很多军人的疾病都没能得到进一步治疗，因為他们在接受筛查时未必能及時發現自身问题，這使得他們誤以為自己沒問題。
軍人當中被确诊藥物滥用的病例比確診精神疾患的病例要少得多。这是因为很多为归来军人做筛查的临床医生自己也是军人，他们明白在军队中被确诊患有物质使用障碍（SUD）或酒精使用障碍（AUD）的患者會背负污名，而且后果會比較嚴峻。另一个原因是筛查以及负责筛查的临床医生数量不足。